# Triplosarus
Triplosarus novaezelandiae es una  especie de coleóptero adéfago de la familia Carabidae y el único miembro del género monotípico Triplosarus. Es originaria de Nueva Zelanda.